# Manskär (Vårdö, Åland)
Manskär är en ö i Åland (Finland). Den ligger i Skärgårdshavet och i kommunen Kumlinge i landskapet Åland, i den sydvästra delen av landet. Ön ligger omkring 45 kilometer nordöst om Mariehamn och omkring 240 kilometer väster om Helsingfors.
Öns area är 18,5 hektar och dess största längd är 0,8 kilometer i sydväst-nordöstlig riktning.